# العلاقات الفلبينية التنزانية
العلاقات الفلبينية التنزانية هي العلاقات الثنائية التي تجمع بين الفلبين وتنزانيا.

## مقارنة بين البلدين
هذه مقارنة عامة ومرجعية للدولتين:
| وجه المقارنة                                              | الفلبين                       | تنزانيا                        |
| --------------------------------------------------------- | ----------------------------- | ------------------------------ |
| المساحة (كم2)                                             | 343.45 ألف                    | 947.30 ألف                     |
| عدد السكان (نسمة)                                         | 104.92 مليون                  | 57.31 مليون                    |
| الكثافة السكانية (ن./كم²)                                 | 305.49                        | 60.5                           |
| العاصمة                                                   | مانيلا                        | دودوما                         |
| اللغة الرسمية                                             | اللغة الفلبينية، لغة إنجليزية | اللغة السواحلية، لغة إنجليزية  |
| العملة                                                    | بيسو فلبيني                   | شيلينغ تانزاني                 |
| الناتج المحلي الإجمالي (بليون دولار)                      | 313.60 مليار                  | 52.09 مليار                    |
| الناتج المحلي الإجمالي (تعادل القوة الشرائية) بليون دولار | 743.90 مليار                  | 138.73 مليار                   |
| الناتج المحلي الإجمالي الاسمي للفرد دولار أمريكي          | 2.90 ألف                      | 878                            |
| الناتج المحلي الإجمالي للفرد دولار أمريكي                 | 7.39 ألف                      | 2.54 ألف                       |
| مؤشر التنمية البشرية                                      | 0.668                         | 0.521                          |
| رمز المكالمات الدولي                                      | +63                           | +255                           |
| رمز الإنترنت                                              | .ph                           | .tz                            |
| المنطقة الزمنية                                           | توقيت الفلبين                 | ت ع م+03:00، توقيت شرق أفريقيا |

## منظمات دولية مشتركة
يشترك البلدان في عضوية مجموعة من المنظمات الدولية، منها:
| علم المنظمة | اسم المنظمة                               | تاريخ انضمام الفلبين | تاريخ انضمام تنزانيا |
| ----------- | ----------------------------------------- | -------------------- | -------------------- |
|             | مؤسسة التنمية الدولية                     | 28 أكتوبر 1960       | 6 نوفمبر 1962        |
|             | يونسكو                                    | 21 نوفمبر 1946       | 6 مارس 1962          |
|             | وكالة ضمان الاستثمار متعدد الأطراف        | 8 فبراير 1994        | 19 يونيو 1992        |
|             | الأمم المتحدة                             | 24 أكتوبر 1945       | 14 ديسمبر 1961       |
|             | الاتحاد البريدي العالمي                   | ?                    | ?                    |
|             | البنك الدولي للإنشاء والتعمير             | 27 ديسمبر 1945       | 10 سبتمبر 1962       |
|             | الاتحاد الدولي للاتصالات                  | 25 مايو 1912         | 31 أكتوبر 1962       |
|             | منظمة حظر الأسلحة الكيميائية              | ?                    | ?                    |
|             | مؤسسة التمويل الدولية                     | 12 أغسطس 1957        | 10 سبتمبر 1962       |
|             | المركز الدولي لتسوية المنازعات الاستشارية | 17 ديسمبر 1978       | 17 يونيو 1992        |
|             | منظمة التجارة العالمية                    | 1995                 | 1995                 |
|             | منظمة الشرطة الجنائية الدولية             | ?                    | ?                    |

## وصلات خارجية
- موقع وزارة الخارجية الفلبينية
- موقع وزارة الخارجية التنزانية